# Pierre Morency
Pour les articles homonymes, voir Morency.
Pierre Morency (Lauzon, 8 mai 1942  -) est un écrivain et poète québécois. Il est l'auteur d'une importante œuvre de poésie, de textes de prose, de pièces de théâtre, et de créations radiophoniques. Il est également ornithologue. Il est l'auteur des Histoires naturelles du Nouveau-Monde :  L'Œil américain (1989), Lumière des oiseaux (1992) et La vie entière (1996). Il est une figure fondatrice du nature writing au Québec et au Canada.

## Biographie
Pierre Morency grandit à Lauzon, de l'autre côté du fleuve Saint-Laurent, face à Québec. Son père est creuseur de puits artésiens, comme il le raconte dans La Vie entière. Son grand-père maternel est capitaine de goélette en Gaspésie.
C'est par le théâtre que Morency arrive à l'écriture. Après son cours classique, il dirige une petite troupe de théâtre à Lévis (Québec) et s'intéresse à la poésie. Ses premières expériences de poésie sont de lire ses poèmes sur scène. La poésie, dès le début, est liée chez Morency à sa performance orale.
En 1966, il obtient une licence en lettres de l'Université Laval. Il entame une grande amitié avec le chanteur Sylvain Lelièvre. Il rencontre Gilles Vigneault, qui publie ses premiers recueils de poèmes à la maison d'édition qu'il a fondée (Les Éditions de l'Arc).
C'est à cette époque qu'il découvre la nouvelle poésie québécoise avec le travail de Gaston Miron, Roland Giguère, Jean-Guy Pilon, Paul-Marie Lapointe, Fernand Ouellet, Gilles Hénault, Gilles Vigneault, et de Pierre Perrault (cinéma et radio).
Les premières années de sa production sont marquées par l'interaction de l'écriture avec l'oralité des émissions radiophoniques, de la lecture publique de ses textes et de la pratique théâtrale. « Être poète, c'est inventer, en dépit des ordres sociaux et de la loi générale du silence, l'homme que l'on est au fond, l'homme se façonnant par le chant nouveau et par un regard pur sur le réel. Toujours réinventer, toujours dépasser l'état actuel des connaissances abstraites par un travail forcené sur le concret et le concret est un rapport toujours neuf entre la réalité minérale, végétale, animale, sociale et l'homme ordinaire propulsé dans la nécessité de la vie. » Dès le début de sa carrière d'écrivain, Pierre Morency participe activement à la vie littéraire québécoise, et travaille à faire vivre la littérature dans la ville de Québec. Dans les années 60, les occasions pour les poètes de lire leurs propres textes sur scène sont rares, et Morency contribue à fonder différentes séries d'événements de lecture publique. À Québec, il cofonde les Soirées poétiques du Chantauteuil en 1969, et plus tard, à partir de 1978, les Soirées poétiques du Temporel. De 1976 à 1978, il est cofondateur et administrateur de la revue littéraire Estuaire.
Les fonds d'archives de Pierre Morency sont conservés au centre d’archives de Montréal de Bibliothèque et Archives nationales du Québec et à Bibliothèque et Archives Canada.
En 2004, il est nommé membre d'honneur de l'Union des écrivaines et écrivains québécois (UNEQ).

## Œuvre

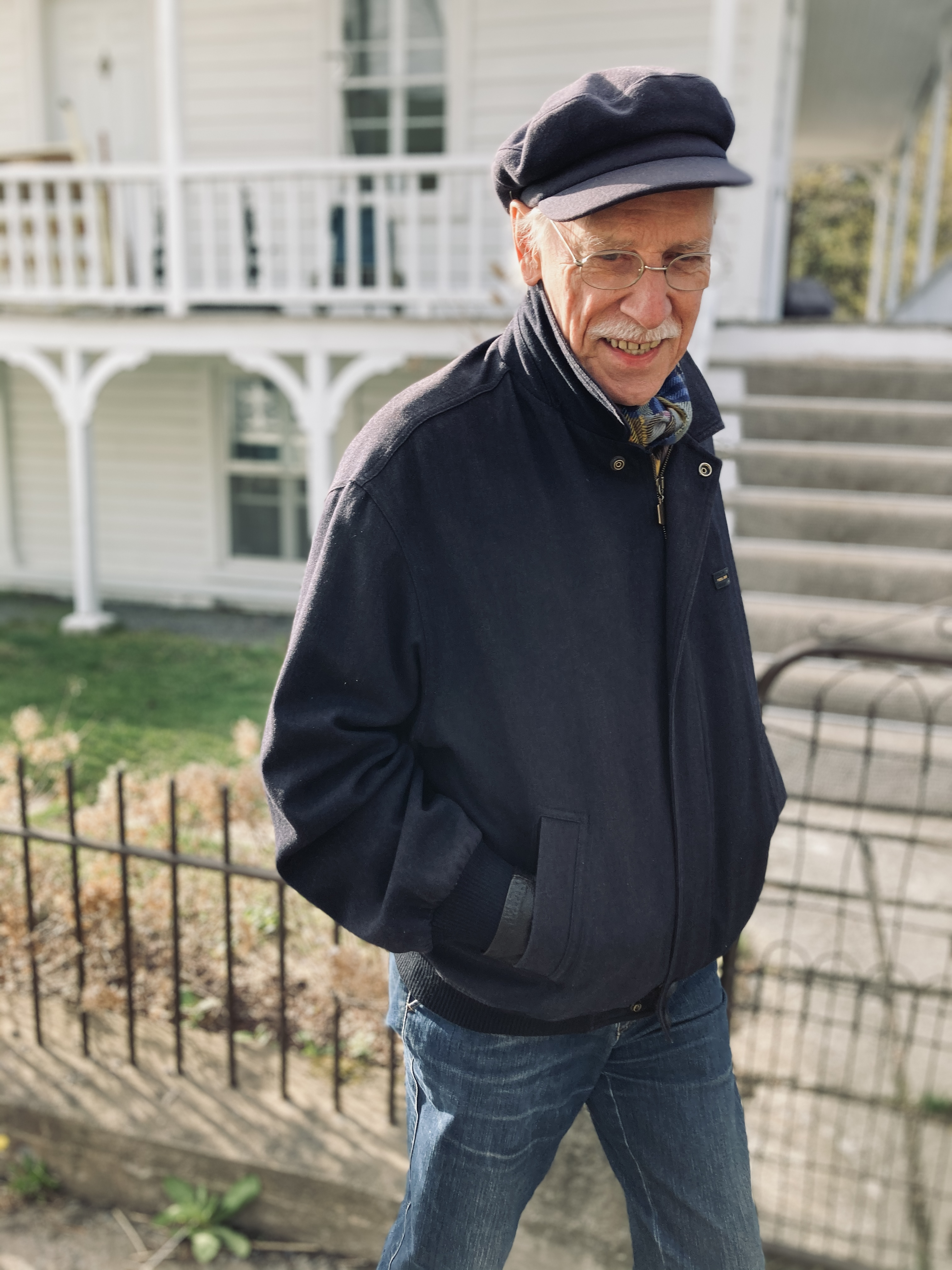
Pierre Morency, Île d'Orléans, 2021

Pierre Morency est l'auteur d'une importante œuvre poétique, de textes hybrides entre la prose, la poésie, la biologie, le dessin, de créations radiophoniques, en plus d'avoir collaboré à des œuvres d'art visuel, de musique et de cinéma. Son travail traverse différents médias et les catégories de genre,. « Même quand je fais du théâtre, je fais de la poésie. Nous ne sommes plus à l'époque de l'étanchéité des genres. Notre siècle a tué heureusement les genres littéraires. » Reconnu comme une des figures emblématiques du Nature Writing au Québec, son travail fait de l'étude de la nature une matière poétique. Toutefois, la « nature », chez Morency, est aussi à entendre comme la ville, comme le rapport de l'humain au vivant qui l'entoure. « Pour moi, la nature, elle est aussi la ville. La nature, ce n'est pas seulement les arbres et les champs. La nature, ce n'est pas seulement la campagne. »

### La poésie de 1967-1988
Dans les années soixante-dix, Pierre Morency s'impose comme un des poètes importants de sa génération. Gilles Vigneault publie ses trois premiers recueils à la maison d'édition qu'il a fondée, les Éditions de l'Arc. Les quatre recueils suivants, incluant une rétrospective, paraissent aux Éditions de l'Hexagone.
En 1978, Le Magazine littéraire retient Pierre Morency pour un numéro intitulé « 68-78, dix ans de poésie », entre 101 poètes francophones, dont dix Québécois (Michel Beaulieu, Jacques Brault, Paul Chamberland, Claude Gauvreau, Geoffroy, Langevin, Gaston Miron, Pierre Morency, Fernand Ouellette et Denis Vanier.)

### Histoires naturelles du Nouveau Monde (1989-1996)
Les Histoires naturelles du Nouveau Monde est un cycle de trois volumes : L’Œil américain (1989), traduit en anglais par Linda Gaboriau sous le titre The Eye is an Eagle (1992), Lumière des oiseaux (1992), et La Vie entière (1993). Cette trilogie, sous-titrée Carnets, répond au projet de l'auteur d'entreprendre la rédaction d'un « grand livre » sur la nature, projet qu'il entretient depuis les années 1970. « Lorsqu’elle vivait à Québec, non loin de chez Pierre Morency, Gabrielle Roy disait souvent au poète : "Vous allez l’écrire, Pierre, votre grand livre sur les oiseaux. Je le sais !" »
Dans la Note de l'auteur à la nouvelle édition de L'Œil américain en 2020, Pierre Morency raconte pour la première fois qu'il a entrepris la rédaction du cycle des Histoires naturelles à la suite de sa « presque mort » à quarante-deux ans, alors qu'une erreur médicale le met entre la vie et la mort pendant quelques jours. « Pendant des semaines, pendant des mois, je refaisais la force de mon sang et je retrouvai peu à peu ma mémoire. Je me revoyais, au cours de ces dernières années, immergé dans des recherches, des études, des observations, des voyages, des poèmes, mes carnets, mon travail de chroniqueur à la radio, les nombreuses émissions consacrées à l'agrément de la vie, de la vie avec la nature. » Les œuvres de la trilogie, qui étendent la reconnaissance de l'écrivain auprès du grand public, reçoivent plusieurs prix au Québec et en France, dont le Prix littéraire de l’Institut canadien pour Lumière des oiseaux. C'est à cette époque qu'il est reçu Chevalier de l’Ordre des Arts et des Lettres de la République française, mars 1993.
En 2020, les Éditions du Boréal créent une collection consacrée au nature writing qui porte le nom de L'Œil américain, en hommage à ce texte emblématique de la tradition au Québec.

### La poésie en prose (1994-...)
Le cycle des Histoires naturelles marque la volonté, dans le projet littéraire de Pierre Morency, d'inscrire la poésie dans la prose de la vie réelle. La fin des années 1990 voit la publication d'écrits de forme hybride, des récits où se mêlent la poésie, la prose, la forme narrative, ainsi que des illustrations réalisées par l'écrivain qui a, entre-temps, suivi des cours avec un professeur de calligraphie chinoise.
Avec Les paroles qui marchent dans la nuit (1994), la figure de Trom (anagramme inversé de « mort ») fait apparition, sorte d'alter ego poétique de l'auteur, qui fera retour dans des textes subséquents.
À l'heure du loup (2002), récit en prose où apparaissent les illustrations de l'auteur, suit le personnage de Trom comme un double de l'auteur. Or ce dédoublement n'est pas une simple projection autobiographique de Morency, mais plutôt une figure par laquelle ce dernier conçoit la sagesse de celui qui habite le langage.
Comme l'écrit Gilles Marcotte : « On aura compris que Trom, s'il n'est pas Morency lui-même, est son double, son ombre portée, celui dont il essaie d'être digne, l'écrivain qu'il porte en lui-même. « Un être de plume, Trom. »»
Morency fait ensuite paraître Amouraska (2008) et Grand Fanal (2018).

### Émissions radiophoniques
Entre 1967 et 2000, Pierre Morency écrit et anime une quinzaine de séries d'émissions radiophoniques sur les ondes de la radio publique de Radio-Canada, pour lesquelles il fait l'intégralité de la recherche, de l'écriture et de l'animation. Ces émissions, important travail de vulgarisation scientifique sur la nature, sont aussi proprement littéraires. La radio devient un champ d'exploration poétique pour Morency chez qui la pratique littéraire est inséparable de son oralité. Certaines de ces émissions serviront d'ailleurs de chantier d'écriture pour des livres futurs. Pour Morency, le travail radiophonique est un moyen de dépasser les frontières entre science et poésie. « Quand je fais mes émissions de radio, c'est à la fois poétique et scientifique. Et puis non, au fond. Ça dépasse ces deux aspects de la connaissance. Je tente de transmettre des saveurs, des plaisirs, des émotions, des liens secrets entre les choses, j'essaie de créer une complicité entre l'auditeur et la nature. En fait je fais de l'histoire, de l'anthropologie, de la mythologie, de la zoologie, de la botanique. Et la poésie sert de liant à tout cela. » De 1967 à 1972 : Il écrit et anime plusieurs séries poétiques (Le talon d’Ève), humoristiques (Le repos du guerrier, Les anges gardiens), critiques (La nouvelle poésie au Québec), et dramatiques (Les voyageurs de l’insolite, Les lamentations de Jérémie)
De février à mai 1977 : Histoire des grands aliments, une série de treize émissions d'une heure consacrées aux aspects historique, symbolique, poétique et anthropologique des nourritures au Canada.
De 1977 à 1981 : Bestiaire de l'été, une série d'émissions scientifiques et poétiques d'une demi-heure sur la faune indigène du Québec et particulièrement les oiseaux. Ces émissions sont diffusées également en France (Société Radio France), en Belgique (Radio Télévision Belge Française), en Suisse (Radio Suisse Romande), au Maroc (Radio Télévision Marocaine) et en Égypte (ERIC).
De 1983-1984 : L’Œil américain, une série de 39 émissions d'une demi-heure sur la nature nord-américaine. Ces émissions sont également diffusées en Suisse (Radio Suisse Romande).
1986 : La vie entière, une série de neuf émissions d’une demi-heure, réalisée par Michel Gariépy.
1990-1991 : À l'heure du loup, une série de vingt-et-une émissions d’une demi-heure.
2000 : Les sentiers de la mémoire, une série de dix émissions d’une demi-heure consistant de promenades littéraires et historiques dans la ville de Québec.

### Musique
Des poèmes de Morency ont été mis en musique et chantés par plusieurs musiciens, dont son ami Sylvain Lelièvre, Richard Séguin, Lawrence Lepage, et Alex Nevsky.
De 2004 à 2009, Pierre Morency écrit le livret de l'« opéra-féerie » L'eau qui danse, la pomme qui chante et l'oiseau qui dit la vérité, dans une collaboration avec le compositeur Gilles Tremblay. L'œuvre lyrique puise dans l'imaginaire de très vieux contes, transmis par les traditions orales de conteurs populaires, notamment le conte de la Princesse Belle-étoile auquel Madame d'Aulnoy a donné une forme écrite au XVIIe siècle. Après un travail en commun de plusieurs années, où les deux créateurs se rencontrent notamment dans Charlevoix à la Maison Gabrielle Roy, la compagnie Chants Libres présente la première représentation au théâtre du Monument national en novembre 2009.
En 2019, le compositeur Michel Gonneville crée Chansons du bonhomme de chemin, une œuvre pour soprano, baryton et orchestre sur des poèmes de Pierre Morency. L'œuvre, qui fait écho à l'œuvre d'Erik Satie, est présentée à la Salle Bourgie du Musée des Beaux-Arts de Montréal, accompagnée de projections vidéos originales de Serge Maheu qui animent des dessins de Morency.
En 2004, il publie Chez les oiseaux, un livre-disque de textes accompagnés de chants d'oiseaux.

### Arts visuels
Pierre Morency collabore, tout au long de sa carrière, avec différents artistes visuels : Gérard Tremblay, Roland Giguère, le sculpteur Michel Goulet (pour une exposition en Belgique), l'architecte Pierre Thibault, René Derouin, Claude Fleury, Pierre Lussier, Marius Dubois.
En 1999, il collabore avec le photographe Luc-Antoine Couturier pour la réalisation d'un livre sur la nature urbaine de la ville de Québec, intitulé Le Regard infini, Parcs, places et jardins publics de Québec (Éditions MultiMondes).

#### Ceci est un poème[14]
En 1969, Pierre Morency loue un « panneau-réclame » qu'il détourne de sa fonction publicitaire, en y faisant inscrire un poème : « La ferraille a pris notre vie à la gorge / et viendront les poètes harceleurs de la lumière / afficher que nous sommes des milliers à vouloir / une ville moins lasse un peu moins économe. »
L'œuvre-happening, qui a pour titre Ceci est un poème, se promène aux intersections importantes de la ville de Québec pendant un an.

### Cinéma
Le 27 mars 1970, Pierre Morency participe à la Nuit de la poésie au théâtre du Gésu. Sa performance est retenue pour le film de Jean-Claude Labrecque, La nuit de la poésie. Il y lit trois poèmes : Je dois dire tout de suite..., Tirer un si grand amour d'un bateau pourri, Autour de notre vie je gravite non encore né non encore formé.
En 1999, Pierre Morency fait l'objet du film Lumière des oiseaux, du réalisateur Jean-Philippe Duval. Le film (qui reprend le titre du livre publié par Morency en 1992) suit l'écrivain dans une expédition dans l'Arctique (à laquelle se joint le biologiste Austin Reed) qui vise à accompagner la migration des oies blanches en Amérique du Nord, du Cap Tourmente à Québec jusqu'au nord de la Terre de Baffin. Pour écrire les textes du film, Morency s'est inspiré des recherches poussées qu'il avait effectuées pour ses émissions radiophoniques sur la nature dans les années 60-70.
Le film gagne le Prix Jutras du meilleur documentaire en 2000.

## Vie Littéraire

### Fondation de l'Union des écrivaines et des écrivains québécois
En 1977, il est l'un des membres fondateurs de ce qui deviendra l'Union des Écrivains du Québec, maintenant appelé l'Union des écrivaines et des écrivains québécois, la première forme associative pour les écrivaines et écrivains du Québec,. Ce regroupement vise la professionnalisation et la reconnaissance du métier d'écrivain.
La première réunion de fondation se tient le 26 octobre 1976 de façon clandestine dans les locaux de Radio-Canada. Un premier bureau y est créé, qui convie ensuite une cinquantaine d'écrivaines et écrivains à créer un syndicat professionnel d'écrivains, lequel aura pour mandat de professionnaliser les rapports entre celles et ceux qui se définissent comme des écrivains et le monde du livre.
Un premier conseil provisoire y est élu afin de mettre sur pied la future Union : Jacques Godbout, André Major et Pierre Morency. En 1977, il est ensuite élu directeur pour la région de Québec au sein du premier conseil d’administration, formé également de Jacques Godbout (président), André Major (secrétaire), Nicole Brossard (directrice), Marcel Godin (directeur) et Jean-Marie Poupart.
C'est à l'avocate Renée Dupuis qu'est confiée la tâche d'incorporer l'Union des écrivains, et de rédiger un premier contrat-type de licence, contrairement au modèle français de cession de droits, visant à fournir aux écrivaines et écrivains du Québec un premier outil de référence.

## Honneurs
- 1968 - Prix Du Maurier
- 1975 - Prix Claude-Sernet
- 1979 - Prix de l'Institut canadien de Québec
- 1988 - Prix Alain-Grandbois
- 1988 - Grand Prix du Festival international de la poésie
- 1988 - Prix Québec-Paris, pour Quand nous serons
- 1988 - Prix François de Beaulieu-Gourdeau
- 1989 - Finaliste, Études et essais de langue française, Prix du Gouverneur général, pour L'Œil américain
- 1990 - Prix François-Sommer
- 1991 - Prix Ludger-Duvernay
- 1992 - Prix Jean-Hamelin, Lumière des oiseaux
- 1992 - Finaliste, Études et essais de langue française, Prix du Gouverneur général, pour Lumières des oiseaux
- 1993 - Chevalier de l’Ordre des Arts et des Lettres de France
- 1995 - Prix littéraire de l’Institut canadien de Québec
- 1996 - Prix Thyde-Monnier de la Société des gens de lettres de France
- 1997 - Finaliste, Romans et nouvelles de langue française, Prix du Gouverneur général, pour La Vie entière
- 2000 - Prix Athanase-David
- 2002 - Grand Prix de poésie Guillevic-Ville de Saint-Malo
- 2003 - Prix des abonnés de la bibliothèque de Québec
- 2003 - Officier de l'Ordre du Canada
- 2005 - Chevalier de l'Ordre national du Québec

## Œuvres

### Recueils de poésie
- 1967 : Poèmes de la froide merveille de vivre, Éditions de l'Arc
- 1968 : Poèmes de la vie déliée, Éditions de l'Arc
- 1970 : Au nord constamment de l'amour, Éditions de l'Arc
- 1973 : Lieu de naissance, Éditions de l'Hexagone
- 1978 : Torrentiel, Éditions de l'Hexagone
- 1986 : Effets personnels, Éditions de l'Hexagone
- 1988 : Quand nous serons – Poèmes 1967-1978, Éditions de l'Hexagone
- 1994 : Les paroles qui marchent dans la nuit, Éditions du Boréal
- 2004 : Poèmes 1968-1986, Éditions du Boréal
- 2004 : Chez les oiseaux (livre-disque), Éditions MultiMondes
- 2008 : Amouraska, Éditions du Boréal
- 2018 : Grand fanal, Éditions du Boréal

### Textes en prose
- 1989 : L'Œil américain, Histoires naturelles du Nouveau Monde, Tome I, Éditions du Boréal
- 1992 : Lumière des oiseaux, Histoires naturelles du Nouveau Monde, Tome II, Éditions du Boréal
- 1996 : La vie entière, Histoires naturelles du Nouveau Monde, Tome III, Éditions du Boréal
- 1999 : Le Regard infini. Parcs, places et jardins publics de Québec, Éditions MultiMondes
- 2002 : À l'heure du loup, Éditions du Boréal

### Théâtre
- 1968 : Tournebire et le malin frigo. Comédie jeunesse commandée par le Théâtre pour enfants de Québec.
- 1971 : Charbonneau et le Chef (traduction et adaptation avec Paul Hébert du texte anglais de J.T. McDonough).
- 1971 : La Jarnigoine. Comédie créée au Galendor par le Théâtre quotidien de Québec, mise en scène de Marc Legault, mai 1971. Inédit.
- 1972 : La loi des pompes. Comédie en un acte créée par le Théâtre de Sainte-Foy, mise en scène de Michel Gariépy. Inédit.
- 1975 : Marlot dans les merveilles. Comédie jeunesse. Traduite en roumain par Oana Popescu sous le titre : Marlot in lumea minunilor. Présentée par le Teatrul de animatie de Bacau à l’automne de 1999.
- 1977 : Les passeuses. Présenté au Théâtre Jean-Duceppe en 1977 et repris comme téléthéâtre par Louis-George Carrier en 1982[19].
- 1977 : Naaaiiiaaa. Texte dramatique radiophonique. Prix « Court métrage » de la Communauté des programmes de langue française.
- 1980 : Roc et Florida.